# Doug Anakin
Douglas Thomas Anakin (ur. 6 listopada 1930 w Chatham, zm. 25 kwietnia 2020 w Invermere) – kanadyjski bobsleista. Mistrz olimpijski z Innsbrucku.
Igrzyska w 1964 były jego jedyną olimpiadą. Wchodził w skład osady prowadzonej przez pilota Victora Emery’go  – Kanadyjczycy dość niespodziewanie triumfowali w czwórkach. Uprawiał różne sporty, na IO 64 startował także w zawodach saneczkarskich. Podczas IO 72 był szkoleniowcem kanadyjskich saneczkarzy.